# Evangelisch-Lutherisches Dekanat Augsburg
Das Evangelisch-Lutherische Dekanat Augsburg ist einer der achtzehn Dekanatsbezirke des Kirchenkreises Schwaben-Altbayern der Evangelisch-Lutherischen Kirche in Bayern. Bis zu dessen Fusion 2025 gehörte es dem Kirchenkreis Augsburg an.

## Organisation
Der Dekanatsbezirk gliedert sich in zwei Regionen. Die Regionen Süd/Ost und Nord/West umfassen die Stadt Augsburg und Gemeinden im Landkreis Augsburg und im Landkreis Aichach-Friedberg. Im Norden erstreckt sich das Dekanat bis in den Landkreis Dillingen an der Donau.
Die Leitung des Dekanatsbezirks obliegt dem Dekananekollegium, bestehend aus den zwei Dekanen der Regionen Süd/Ost und Nord/West, im Zusammenwirken mit gewählten Organen, der Dekanatsysnode und dem Dekanatsausschuss. Aktuell ist Frank Kreiselmeier als Dekan für die Region Nord/West verantwortlich, er ist in Personalunion zudem Pfarrer von St. Anna in Augsburg. Doris Sperber-Hartmann leitet als Dekanin die Region Süd/Ost und ist Pfarrerin in Königsbrunn.
Als Verwaltungsstelle besteht das Evangelisch-Lutherische Kirchengemeindeamt Augsburg. Es nimmt Aufgaben in den Gebieten Finanz-, Personal-, Bau- und Liegenschaftswesen sowie Kindertagesstättenverwaltung für das Dekanat und die Kirchengemeinden wahr.

## Geschichte

### Pfarreien und Kirchengemeinden
Lediglich die Gemeinden im Stadtgebiet der ehemaligen Reichsstadt Augsburg gingen unmittelbar aus der Reformation hervor.

#### Reichsstadt Augsburg
Die Reformationsgeschichte von Augsburg ist sehr komplex und vielschichtig. 1530 bekannte sich die Stadt auf dem Augsburger Reichstag in evangelisch. Am 17. Januar 1537 wurde eine evangelische Kirchenordnung eingeführt. Zwischen 1517 und 1555 waren sich allerdings die Bürger nicht einig, welches Bekenntnis sie annehmen sollten. Zum einen schwankte man zwischen altgläubig und evangelisch. Innerevangelisch war man stärker dem Gedankengut der Schweizer Reformation Zwinglis als den Ideen Luthers zugeneigt. Das Augsburger Interim brachte 1548 einen Rückschlag insofern den Evangelischen nur der Laienkelch und die Priesterehe zugestanden wurde. Darüber hinaus wurde für Augsburg die Bikonfessionalität festgelegt. Der Augsburger Religionsfrieden von 1555 sicherte endgültig den Fortbestand evangelische Lebens, wenn auch nur den des Lutherischen Bekenntnisses.
In den Besitz der evangelischen Gemeinden gelangten zunächst die Kirchen der evangelisch gesinnten Orden, 1524 St. Anna der Karmeliter und die Kirche Zu den Barfüßern der Franziskaner. Später wurden die Predigthäuser 1526 von Heilig Kreuz und St. Georg und 1529 St. Ulrich an die Evangelischen übergeben. Ab 17. Januar 1537 fanden in der Stadt nur noch evangelische Gottesdienste statt. Eine weitere Wende brachte das Ende des Schmalkaldischen Kriegs. Danach wurde ab 1. August 1547 der Dom den Katholiken zurückgegeben. Am 2. August 1548 wurde ein Vertrag geschlossen, durch den die Evangelischen folgende Kirchen zugewiesen wurden: St. Anna, St. Jakob, Zu den Barfüßern, die Spitalkirche Zum Heiligen Geist sowie die Predigthäuser von Heilig Kreuz, St. Georg und St. Ulrich. Die restlichen Kirchen gingen wieder in katholische Hand über, wenn auch 90 % der Einwohner damals sich evangelisch bekannten. 1629 wurde in der Gegenreformation das Predigthaus bei St. Georg abgerissen und danach nicht wieder aufgebaut.

### Dekanat
Das Dekanat wurde am 7. Dezember 1810 zunächst mit den Augsburger Gemeinden St. Anna, Zu den Barfüßern, St. Jakob, Heilig Kreuz und St. Ulrich errichtet. Im Laufe des 19. Jahrhunderts kamen einige Gemeinden im Donaumoos dazu, die von evangelischen Kolonisten aus der Pfalz gegründet wurden; sie wurden aber 1948 an das Dekanat Ingolstadt abgetreten. In den kleineren Städten kam es zumeist erst nach dem Ende des Zweiten Weltkriegs durch den Zuzug von evangelischen Heimatvertriebenen zur Gründung evangelischer Gemeinden.

## Kirchengemeinden

### Region Nord/West
- Augsburg Erlöserkirche (Bärenkeller)
- Augsburg Heilig Kreuz (Innenstadt)
- Augsburg St. Andreas (Herrenbach)
- Augsburg St. Anna (Innenstadt)
- Augsburg St. Jakob (Innenstadt)
- Augsburg St. Johannes (Oberhausen)
- Augsburg St. Lukas (Firnhaberau)
- Augsburg St. Markus (Lechhausen)
- Augsburg St. Paul (Pfersee)
- Augsburg St. Petrus (Lechhausen)
- Augsburg St. Thomas (Kriegshaber)
- Augsburg St. Ulrich (Innenstadt)
- Augsburg Zu den Barfüßern (Innenstadt)
- Diedorf und Fischach Immanuelkirche
- Gersthofen Bekenntniskirche
- Meitingen St. Johannes
- Neusäß Emmauskirche
- Stadtbergen Friedenskirche
- Wertingen Bethlehemkirche
- Westheim Philippuskirche
- Zusmarshausen Auferstehungskirche, Adelsried, Gnadenkirche, Dinkelscherben Philipp-Melanchthon-Kirche und Welden St. Thomas Kirche

### Region Süd/Ost
- Aichach / Altomünster Paul-Gerhardt-Kirche
- Augsburg Christuskirche (Haunstetten)
- Augsburg Dreifaltigkeitskirche (Göggingen)
- Augsburg Paul-Gerhardt-Kirche (Hochfeld/Univiertel)
- Augsburg Auferstehungskirche (Hochzoll Süd)
- Augsburg St. Matthäus (Hochzoll Nord)
- Bobingen Dreifaltigkeitskirche
- Friedberg Der Gute Hirte in Friedberg, Zachäuskirche in Stätzling
- Kissing Emmausgemeinde
- Königsbrunn St. Johannes
- Langerringen Johanneskirche
- Lechfeld Versöhnungskirche
- Mering St. Johannes und Althegnenberg Bergkapelle
- Schwabmünchen Christuskirche und Dietrich-Bonhoeffer-Kirche in Großaitingen